# Корбій-Марі (комуна)
Корбій-Марі (рум. Corbii Mari) — комуна у повіті Димбовіца в Румунії. До складу комуни входять такі села (дані про населення за 2002 рік):
- Беречень (439 осіб)
- Ваду-Станкій (565 осіб)
- Грозевешть (2003 особи)
- Корбій-Марі (1700 осіб)
- Моара-дін-Гроапе (190 осіб)
- Петрешть (738 осіб)
- Поду-Корбенчій (146 осіб)
- Сату-Ноу (545 осіб)
- Унгурень (2032 особи)

Комуна розташована на відстані 49 км на захід від Бухареста, 42 км на південь від Тирговіште, 135 км на схід від Крайови, 124 км на південь від Брашова.

## Населення
За даними перепису населення 2002 року у комуні проживали 8358 осіб.
Національний склад населення комуни:
| Національність | Кількість осіб | Відсоток |
| -------------- | -------------- | -------- |
| румуни         | 8050           | 96,3%    |
| цигани         | 304            | 3,6%     |
| угорці         | 1              | < 0,1%   |
| німці          | 1              | < 0,1%   |
| турки          | 1              | < 0,1%   |
| поляки         | 1              | < 0,1%   |

Рідною мовою назвали:
| Мова      | Кількість осіб | Відсоток |
| --------- | -------------- | -------- |
| румунська | 8133           | 97,3%    |
| циганська | 220            | 2,6%     |
| німецька  | 2              | < 0,1%   |
| угорська  | 1              | < 0,1%   |
| турецька  | 1              | < 0,1%   |
| польська  | 1              | < 0,1%   |

Склад населення комуни за віросповіданням:
| Релігія        | Кількість осіб | Відсоток |
| -------------- | -------------- | -------- |
| православні    | 8251           | 98,7%    |
| п'ятдесятники  | 31             | 0,4%     |
| лютерани       | 28             | 0,3%     |
| адвентисти     | 26             | 0,3%     |
| бретрени       | 13             | 0,2%     |
| старообрядці   | 5              | 0,1%     |
| римо-католики  | 2              | < 0,1%   |
| греко-католики | 1              | < 0,1%   |
| мусульмани     | 1              | < 0,1%   |